# デラプリル
デラプリル（英: Delaprill）はACE阻害薬の一種で、アジアやヨーロッパ諸国では高血圧治療薬として使用される。
デラプリル塩酸塩の商品名として、アデカット（武田薬品工業）などがある。

## 効能および副作用
本態性高血圧症、腎性高血圧症および腎血管性高血圧症に有効である。まれに血管浮腫や急性腎不全、高カリウム血症の重篤な副作用が生じることがある。
血管浮腫の既往歴のある患者やアクリロニトリルメタリルスルホン酸ナトリウム膜（AN69）を用いた血液透析施行中の患者、アリスキレンフマル酸塩投与中の糖尿病患者などへの投与は原則として禁忌である。

## 種類
- 錠剤:7.5mg, 15mg, 30mg